# Мовний контакт
Мовний контакт, міжмовний контакт — взаємодія двох чи декількох мов, що чинить вплив на фонетичну і граматичну структуру та словниковий запас однієї або декількох з цих мов. Дослідженню мовних контактів присвячений розділ мовознавства контактна лінгвістика.

## Виникнення мовних контактів
Мовні контакти виникають внаслідок відповідних соціальних умов, коли представники різних етнічних чи мовних груп змушені вступати в інтенсивні комунікативні контакти з господарських, політичних, релігійних чи інших причин.
Мовні контакти закріплюються через постійно повторювальні діалоги, постійне спілкування носіїв різних мов між собою, за якого використовуються обидві мови або одночасно обома мовцями, або окремо кожним з мовців. Тут вирізняють або активне володіння обома мовами (двомовність), або пасивне розуміння чужої мови.
За даними нейролінгвістики мовні контакти відбуваються в кожного з двомовних мовців таким чином, що одна півкуля кори головного мозку володіє однією мовою (зазвичай, ліва, або домінантна півкуля володіє головною мовою спілкування даного мовного ареалу, наприклад американський варіант англійської в США), тоді як інша півкуля (зазвичай, права) розуміє або знає на певному рівні другу мову (наприклад, одну з американських індіанських мов у США). Каналами зв'язку між півкулями форми однієї з мов, які перебувають в мовному контакті, передаються в другу півкулю, де вони можуть включатися в текст, що вимовляється іншою мовою, або чинити опосередкований вплив на будову цього тексту.

## Мовні контакти на різних мовних рівнях
Результати мовних контаків по різному позначаються на різних мовних рівнях. Це залежить від ступені входження їхніх елементів в цілісну структуру мови. Найменш структурованими є групи спеціальних термінів для вузьких сфер використання мови, тому такі лексичні групи можуть бути повністю запозичені з однієї мови (наприклад, музичні терміни з італійської в українській мові, банківські терміни з італійської в німецькій мові).
Мовні контакти призводять до контамінації мов або запозичення окремих елементів мов, що відбувається на різних мовних рівнях. Тут можна вести мову про такі типи запозичень або змін:
- Семантичні запозичення;
- Запозичення слів з граматичним значенням;
- Зміни системи фонем однієї чи обох контактуючих мов;
- Запозичення структур на рівні синтаксису.

## Мовні контакти в діахронії
Мовні контакти в діахронії, тобто в історичній перспективі, описує теорія стратів, яка оперує термінами субстрат, адстрат і суперстрат.
Найпродуктивнішим виявилося вживання терміна субстрат. За С. В. Семчинським, субстрат — це «сукупність фактів і явищ усіх рівнів мови в поширеній на якійсь території мові, що походженням пов'язані зі зниклою мовою, яка раніше існувала на цій території». Наприклад, для західно-романських мов характерина наявність мовних субстратів, як кельтських, так і германських. Так у каталанській мові виділяють значний (порівняно з сусідньою іспанською) візіготський субстрат.. У французькій мові значним мовним субстратом є галльський. Для української мови основним субстратом є давньо-слов'янський.

## Розвиток мов під впливом мовних контактів
Тривалі мовні контакти уможливлюють не лише поодинокі запозичення, чи певні зміни структури мови, а й цілковиту трансформацію мови. Мовознавці розрізняють тут такі варіанти розвитку мов, що перебувають в контакті:
- Утворення креольської мови. У цьому випадку єдина система лексичних і граматичних значень, що виникла при мовному контакті, починає кодуватися за допомогою морф, запозичених з однієї мови, але часто переосмислених відповідно до даної системи значень. Прикладом креолізації мови може бути суржик.
- Двомовність з однією домінантною мовою. У цьому випадку одна з мов, що вступила в контакт, явно є основною системою, на яку орієнтуються мовці іншої мови, змінюючи фонентичні, лексичні та інші характеристики мови під впливом, з їхнього погляду, престижнішої мови.
- Диглосія, тобто зміни основної мови спілкування під впливом престижнішої, але обмеженої у вживанні мови (наприклад, вплив арабської мови на неарабомовних мусульман)
- Контакти діалектів та літературного варіанту однієї мови або поєднання різнодіалектних характеристик в одному койне — спільній наддіалектній мові. У цьому випадку, внаслідок спорідненості контактуючих мовних систем, можлива особливо сильна контамінація мов.